# PowerDirector
CyberLink PowerDirector — видеоредактор для нелинейного монтажа, разработанный китайской компанией CyberLink в 2005 году для операционных систем Windows, Android, iOS и MacOS. На ОС Windows PowerDirector работает с Windows XP и выше (рекомендуется архитектура 64x).

## Издания
PowerDirector имеет 5 различных розничных выпусков, включая Director Suite, Ultimate Suite, Ultimate, Ultra и Deluxe (он же стандарт в Японии).

## История версий
| Версия | Дата релиза | Нововведения |
| ------ | ----------- | --- |
| 4.0    | 01.2005     | - |
| 5.0    | 11.2005     | Поддерживает создание широкоэкранных фильмов высокой четкости и новейших форматов MPEG-4. |
| 6.0    | 03.2007     | Конструктор меню DVD, слайд-шоу и дополнительные шаблоны видео, поддержка формата MPEG-2 HD WMV HD video. |
| 7.0    | 05.2008     | Новое веб-сообщество с DirectorZone. Blu-ray Disc, AVCHD DVD authoring, поддержка Dolby5.1, до 6 независимых PiP-треков. |
| 8.0    | 08.2009     | Новый интерфейс временной шкалы, дизайнер эффектов частиц, прямая загрузка HD-видео на Facebook. |
| 9.0    | 11.2010     | Новый движок рендеринга TrueVelocity с собственной поддержкой 64-битной ОС. |
| 10.0   | 10.2011     | Модернизированный движок рендеринга TrueVelocity с поддержкой openCL, бесплатный доступ к более чем 440 000 шаблонам бесплатно на DirectorZone. |
| 11.0   | 09.2012     | Движок TrueVelocity® 3 / поддержка мульти-GPGPU ускорения и openCL, поддержка последнего стандарта 4K/2K, ColorDirector,AudioDirector,PhotoDirector может легко работать с PowerDirector для эффективного редактирования туда и обратно.                                                    |
| 12.0   | 09.2013     | MultiCam Designer, Theme Designer и Truevelocity™ 4 Editing Engine с поддержкой Intel AVX2. |
| 13.0   | 09.2014     | Набор из более чем 100 инструментов динамического дизайна и эффектов, новая сертификация XAVC S для видео с устройств Sony. |
| 14.0   | 09.2015     | Центр экшн-камер, отслеживание движения, Экспресс-проекты, Запись экрана, простота ввода/вывода для нелинейных настроек ключевых кадров, новая поддержка видео 2K/4K, HEVC, FLAC и 120/240p HFR.                                                                                            |
| 15.0   | 09.2016     | Сквозное редактирование видео 360 с технологией True360. |
| 16.0   | 09.2017     | Интеллектуальная цветокоррекция, Экспресс-цветокоррекция с помощью LUTs, дизайнер видеоколлажей, бесшовные заголовки 360° и стабилизация видео 360° |
| 17.0   | 09.2018     | Поддержка редактирования туда и обратно между приложениями, простые учебники по точкам использования для быстрого руководства. |
| 18.0   | 09.2019     | Shape Designer, Motion Graphics & Animated Titles, квадратное Видео 1: 1, вложенные проекты в виде регулируемых объектов PiP, очистка аудио, реверсивный порядок треков временной шкалы, предварительный просмотр редактирования видео 4K, профессиональный формат и Поддержка камеры.      |
| 19.0   | 2020/09     | Точка привязки, Маски выбора вершин, Дизайнер эскизов, Улучшенная цветокоррекция, Улучшенная комната микширования звука. |
| 20.0   | 2021/09     | Замена AI Sky, автоматическое ремиксирование звука в соответствии с продолжительностью проекта, объекты PiP с движущейся графикой, улучшенное управление медиатекой,улучшенная временная шкала и маркеры клипов, поддержка сверхширокого соотношения сторон 21: 9. Поддерживает Windows 11. |